# Keisuke Tanabe
Keisuke Tanabe (田辺 圭佑 Tanabe Keisuke?), född 29 mars 1992 i Saitama prefektur, är en japansk fotbollsspelare.
Tanabe började sin karriär 2014 i FC Ryukyu. Han spelade 121 ligamatcher för klubben. 2018 flyttade han till Roasso Kumamoto.